# Wijken en buurten in Bladel
De Nederlandse gemeente Bladel is voor statistische doeleinden onderverdeeld in wijken en buurten. De gemeente is verdeeld in de volgende statistische wijken:
- Wijk 00 Bladel (CBS-wijkcode:172800)
- Wijk 01 Netersel (CBS-wijkcode:172801)
- Wijk 02 Hapert (CBS-wijkcode:172802)
- Wijk 03 Hoogeloon (CBS-wijkcode:172803)
- Wijk 04 Casteren (CBS-wijkcode:172804)

Onderstaande tabel geeft de indeling met kentallen volgens het Centraal Bureau voor de Statistiek (2008) van statistische buurten van Bladel:
| CBS-buurtcode | Buurtnaam                                | Inwonertal | Opp. totaal (ha) | Opp. land (ha) | Ligging                |
| ------------- | ---------------------------------------- | ---------- | ---------------- | -------------- | ---------------------- |
| BU17280000    | Bladel                                   | 9310       | 428              | 428            | Locatie in de gemeente |
| BU17280001    | Industrieterrein Bladel                  | 150        | 96               | 96             | Locatie in de gemeente |
| BU17280008    | Verspreide huizen ten noorden van Bladel | 240        | 611              | 609            | Locatie in de gemeente |
| BU17280009    | Verspreide huizen ten zuiden van Bladel  | 220        | 1457             | 1446           | Locatie in de gemeente |
| BU17280100    | Netersel                                 | 740        | 102              | 102            | Locatie in de gemeente |
| BU17280109    | Verspreide huizen Netersel               | 120        | 870              | 865            | Locatie in de gemeente |
| BU17280200    | Hapert                                   | 4770       | 236              | 236            | Locatie in de gemeente |
| BU17280201    | Industrieterrein Hapert                  | 10         | 55               | 55             | Locatie in de gemeente |
| BU17280202    | Dalem                                    | 110        | 37               | 37             | Locatie in de gemeente |
| BU17280209    | Verspreide huizen Hapert                 | 280        | 1746             | 1738           | Locatie in de gemeente |
| BU17280300    | Hoogeloon                                | 1760       | 240              | 240            | Locatie in de gemeente |
| BU17280301    | Hoogcasteren en omgeving                 | 270        | 318              | 318            | Locatie in de gemeente |
| BU17280309    | Verspreide huizen Hoogeloon              | 140        | 836              | 836            | Locatie in de gemeente |
| BU17280400    | Casteren                                 | 970        | 178              | 177            | Locatie in de gemeente |
| BU17280409    | Verspreide huizen Casteren               | 40         | 362              | 360            | Locatie in de gemeente |